# Вентспілський замок
Вентспілський замок (латис. Ventspils pils) або Віндавський замок  (нім. Schloß Windau) — один із найстаріших і найкраще збережених замків Лівонського ордену, єдиним збереженим до наших днів Лівонським замком в Курляндії Розташований в Латвії, в місті Вентспілс. Замок реставрований і перетворений на музей.

## Історія
Побудований в 1290 році на південному березі річки Вента в 1 км від Балтійського моря. У замку знаходилися резиденція комтура, запаси їжі і зброї. У XIV столітті замок набув сучасного вигляду. В 1451 році гарнізон замку складався з 7 лицарів на чолі з комтуром, не враховуючи прислуги. Замок серйозно постраждав в ході польсько-шведської війни (1659-1660). З 1798 по 1802 рік у замку розміщувався російський Софійський полк мушкетерів. У 1832 році замок був перетворений у в'язницю, яка проіснувала до 1959 року. У 1845 році в північно-східному приміщенні замку була освячена православна церква. Під час Першої Світової війни німці облаштували в замку табір для військовополонених. Після війни, до 1959 року в замку розміщувався загін прикордонників. В 1985 році розроблялися плани реставрації замку, і вже в незалежній Латвії, в 1995 році був нарешті розроблений проєкт. Музей відкрили у 2001 році.

## Архітектура

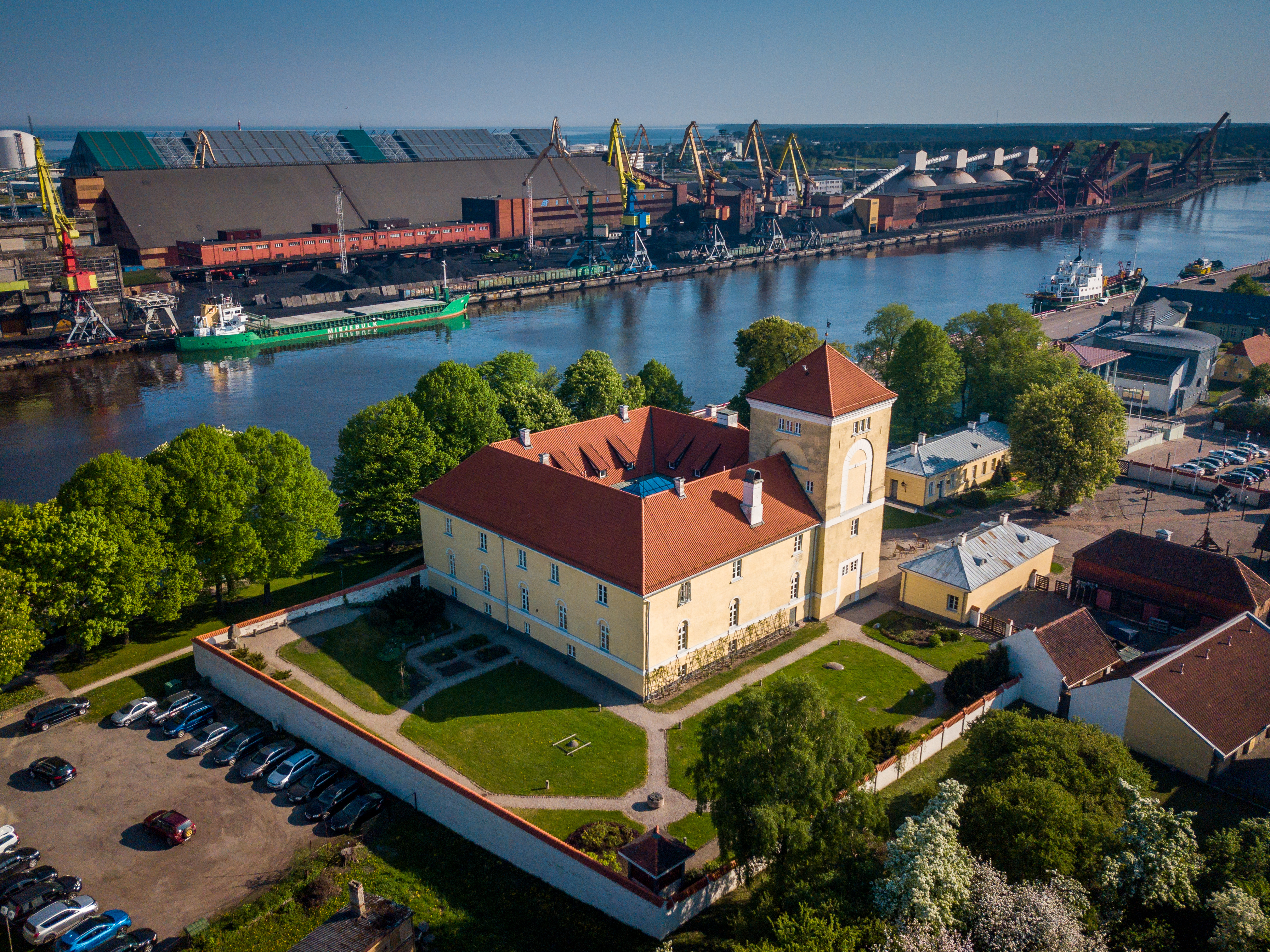
Вид з повітря на Вентспілський замок

Згідно з археологічними розкопками, перша вежа замку була побудована в кінці 13 століття із зовнішньою стіною 10х10 метрів, навколо якої виникло поселення. До початку XIV століття на місці укріпленого городища була побудована фортеця замкового типу - квадратний блок з чотирьох будівель (32,5х33,5 метри) з внутрішнім двором. У 15 столітті вежа була надбудована і з тих пір також служила орієнтиром для моряків. Пізніше всередині замку були зведені чотири стіни до рівня третього поверху і споруджений двосхилий дах. Поруч з вежею знаходилися ворота шириною близько 3 метрів.
З 14 по 16 століття на першому поверсі замку розташовувалися господарські приміщення - кухня, склад, стайні. На другому поверсі розташовувалися каплиця, капітул, спальня, їдальня, кімната комтура і гостьова кімната. Третій поверх служив арсеналом. Стіни замку складені з великих цеглин з доломіту. Товщина зовнішніх стін замку і башти складає близько 2 метрів, товщина стін, що виходять у двір, - близько 1,5 метра. У замку збереглася каплиця - найстаріша збережена церква в Курляндії. Пізніше тут діяли євангелічно-лютеранська церква (1706-1835) і православна церква гарнізону Російської Імператорської армії (1845-1901).